# Drégelypalánk
Drégelypalánk (szlovákul: Dregeľ-Polianka vagy Drégeľská Polianka) község Nógrád vármegyében, a Balassagyarmati járásban. 2024 tavasza óta a falut közúti híd köti össze az Ipoly túlsó partján fekvő szlovákiai Ipolyhídvéggel.

## Fekvése, megközelítése

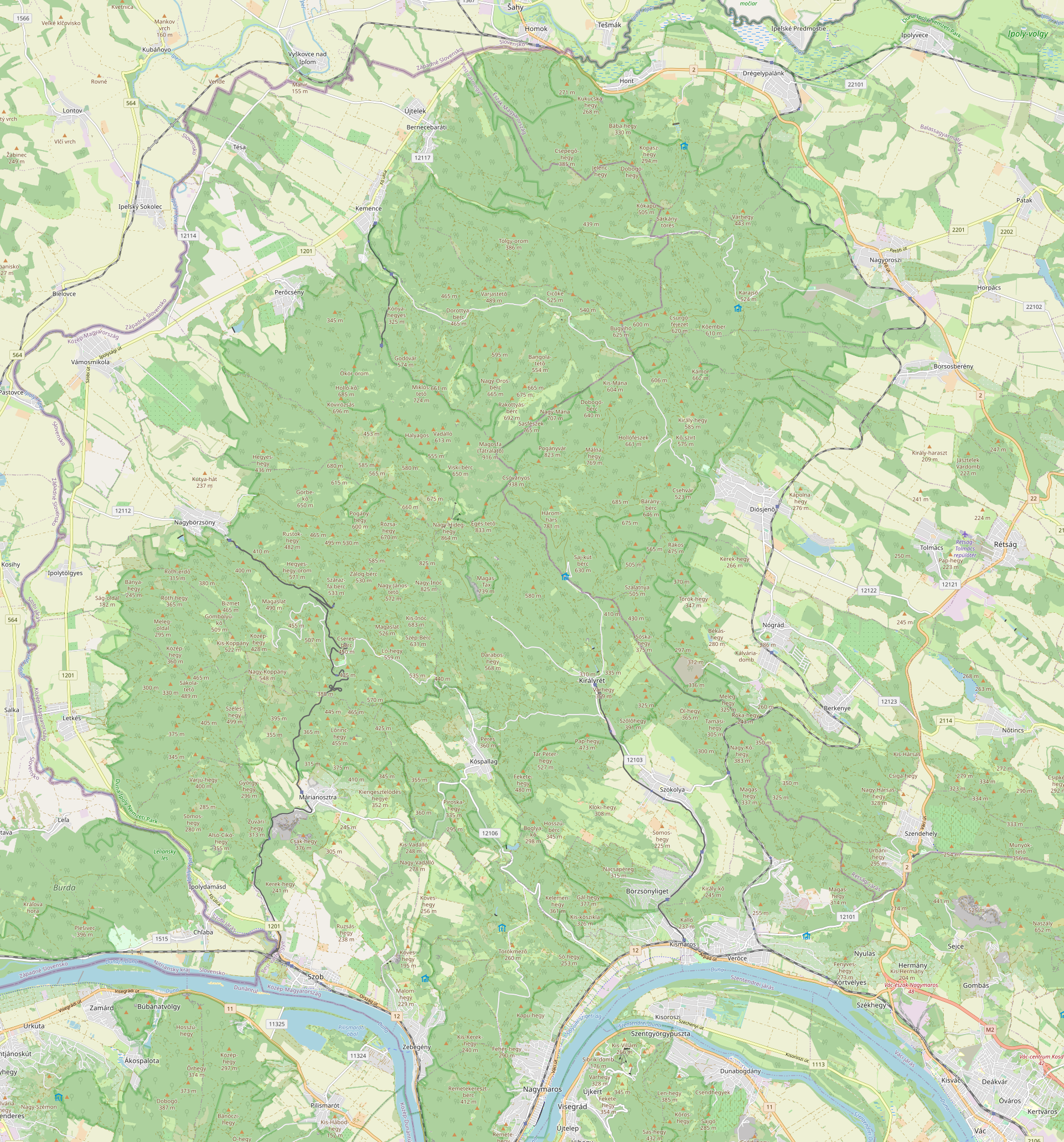
A község a Börzsöny térképén

A Börzsöny északi lejtői és a kanyargós Középső-Ipoly mocsári árterei, égeres láperdői között fekszik, a Duna–Ipoly Nemzeti Parkhoz tartozó Ipoly-völgyi Természetvédelmi Területen, a 2-es főút (E 77-es számú nemzetközi főút) mentén. Belterületét két bekötőút is összeköti a 2-es főúttal (az egyik a 72. kilométernél, a másik kevéssel a 73. kilométer után), korábban mindkettő ugyanazt a 24 147-es számozást viselte, de 2024-benn az előbbi a 2208-as útszámozást kapta. Ebből az útból ágazik ki a település központjában az Ipolyvece és Dejtár felé vezető 22 101-es, valamint a vasútállomásra vezető 22 301-es út.
Vonattal a MÁV 75-ös számú Vác–Balassagyarmat-vasútvonalán közelíthető meg, melynek egy állomása és két megállóhelye van itt: Drégelypalánk vasútállomás a belterület északi, Drégely megállóhely a keleti széle közelében, Sáferkút megállóhely pedig (időszakos megállóhelyként) a déli külterületei között. A 75-ös számú vonal a Börzsöny lábánál és az Ipoly völgyében vezet, Magyarország egyik legszebb vonalvezetésű vasútvonala.
A szlovákiai Ipolyhídvéggel, s a folyó bal partján települt Ipolyvecével, Nagyoroszival és Honttal szomszédos falut a vidék paleolit lelőhelyeként is számontartják. A népi hiedelem szerint valaha errefelé óriások is tanyáztak, s a környező hegyekben, a várromoktól nem messze, az Óriás-kőnek nevezett sziklánál nyomaik is felfedezhetők.
Vára egy 444 méter magas andezitkúpon épült.
2024 tavaszán adták át a 2208-as út végén kiépített, 50 méter hosszú Ipoly-hidat, amely Drégelypalánkot a szlovákiai Ipolyhídvéggel köti össze.

## Története
Drégely és Palánk hajdan két község volt. A községen keresztülvezető patak képezte a határt közöttük. Drégely már az Árpádok korában létezett, míg Palánknak csak századokkal később vetették meg az alapját. Drégely nevét 1274-ben Drágul vagy Dráguly, később Dragoly, 1438-ban pedig Dragoly és Drágely alakban említik az oklevelek. Egy későbbi rézmetszeten Trigell néven szerepel. 1546-ból származó királyi dekrétum Dréghelyet említ. Ez a szó kiváló és alkalmas helyet jelent. Ezt a nevet valószínűleg a vár alapítóitól kapta, akik a nagyszerű építmények és a várat körülvevő kellemes benyomást keltő hegyek miatt nevezhették el így.
1897 óta jeles lakója volt a településnek alsóeőri Farkas Géza (1870–1944), aki az országgyűlés Felsőházának tagja, Drégelypalánk község képviselő-testületének tagja, hercegprímási uradalom intéző volt.
Drégelypalánk 1923-ig Hont vármegyéhez tartozott, 1923 és 1938 között Nógrád és Hont k.e.e. vármegyéhez, 1938 és 1945 között Bars és Hont k.e.e. vármegyéhez, 1945 és 1950 között Nógrád-Hont vármegyéhez tartozott, és az 1950-es megyerendezéskor csatolták Nógrád megyéhez.

### A vár története
Drégely a 13. század elején még csak földként – terra – szerepelt az oklevelekben. A 13. század második felében a nógrád vármegyei Kacsics nemzetséghez tartozó Szécsényi Marót, Mátyás fia birtokában volt. E Mátyás azonban később a lázongó kunokhoz csatlakozott, ezért IV. László király megfosztotta e birtokától és a Kacsicsok itteni földjét Hunt Ders és Demeter nevű fiainak adta.
Drégely 1284-ben már faluként volt említve, melyet a Dobák nembeli Dobák fiai: Demeter és Tiba és rokonai vásárolták meg (a Dacsó és Luka családok ősei), de a birtokba való beiktatásuk ellen a Kacsics nembeli Mikó fia, Biter, tiltakozott, azt állítva, hogy a falut 25 márkáért ő vette meg; Drégely azonban mégis a Huntfiak kezében maradt, mert 1285-ben Huntfi Demeter birtokának írták az oklevelek. Ekkor már vára is állt és Hont, Bernecze, Vecze, Szalatnya, Teszér, Hruso, Jabloncz és Podlusány volt Drégely tartozékául írva. Valószínű, hogy a Hunt nemzetségbeli Demeter az ekkor már pusztuló Hont vár helyett 1284–1285-ben építette föl a drégelyi sziklavárat.
1311–1321 között Trencséni Csák Máté kezébe került, majd királyi birtok lett; az elpusztult Hontvár helyett Drégely lett a vármegye fővédőhelye, és Hont vármegye főispánja és seregének parancsnoka egyúttal Drégely várnagya is lett, 1342-ben várnagya és egyben a megye főispánja is Moronchuk volt.
Az 1400-as évek elején Zsigmond király Drégelyt a Tary családnak adta zálogba.
1423-ban Tary Rupert fia, Lőrinc volt Drégely zálogos ura, aki Konth Miklós drégelyi várnagy ellen panaszt emelt a nádori gyűlésen a jobbágyaitól szedett vám miatt. A drégelyi várnagy azonban továbbra is folytatta hatalmaskodásait, mert 1432-ben Garai Miklós nádor is eltiltotta attól, hogy az érsek népétől vámot szedjen.
1438-ban a király Drégely várát Pálóczy György érseknek adományozta Drégely és Hidvég mezővárosokkal és a Sipék helységbeli birtokrésszel együtt.
Pálóczy utóda Széchy Dénes bíboros lett, aki a gyermek László, utóbb V. László király híve volt, és I. Ulászló trónkövetelő pártja ellen még jobban megerősíttette a várat.
A 16. század elején Drégely várának várnagya Pesthény András, Martonosi Pesthény Gergelynek, Szapolyai János király kitűnő hadvezérének fia lett, haláláig, 1522-ig. A vár történelmi jelentősége azonban csak a török betörések korában kezdődött.
A mohácsi vész után ide menekült Várdai Pál érsek és kezdetben ő, utóbb pedig a király tartott itt állandó helyőrséget.
1534-ben – Várdai érsek panasza szerint – Szapolyai török, rác és magyar katonái Drégely mezővárosát fölégették és a lakosok marháit elhajtották.
Esztergom és Nógrád eleste után, Várdai érsek Szondy Györgyöt nevezte ki a drégelyi uradalom intézőjévé és a vár parancsnokává, aki később hősies önfeláldozásával örökre emlékezetessé tette Drégely várát.
György barát 1551-ben történt meggyilkoltatása után, a török újra megkezdi hódító hadjáratát és Ali budai pasa, Veszprém bevétele után, a hontvármegyei várak ellen fordult, melyek közül Drégely vára ez idő tájt nagyon gyenge volt; falait 1549-ben villámcsapás rongálta meg, amely fölgyújtotta a puskaporos raktárt, lőszere pedig kevés volt. Várdai halála után rendetlenül fizették az akkoriban mindössze 146 főből álló helyőrséget is, melyek közül 120 embert a király fogadott fel, 26 embert pedig Selmecbánya város küldött Szondy segítségére.
Bekefalvy Gergely, a vár alkapitánya, rendezetlen szolgálati viszonya miatt elhagyta a várat, amely ezután már csak egyedül Szondy és maroknyi csapata védelmére volt utalva.
1552. július 6-a reggelén ilyen körülmények között érkezett a drégelyi vár alatt elterülő – máig Töröktábornak nevezett – fennsíkra Ali pasa 12 000 főnyi hadteste Nógrádon át, ahol 8000 ember, a sereg két hadosztálya ütött tábort, a harmadik (4000 ember) Ipolyság és Balassagyarmat felől körülzárta a várat. Maga Ali pasa csak estére érkezett meg és nyomban fel is szólította Szondyt, adja fel a várat. Szondy visszautasító válaszára a pasa fölgyújtatta a várat körülvevő fapalánkot, az úgynevezett külső várat, és nagy küzdelemmel a sziklavárba szorította Szondyt.
Július 7-én hajnalban a török a vár alatt fekvő Várbércen emelt sáncot, ahova fölvontatta három mozsárlövegét és hat taraczkját, majd lövetni kezdte a vár fővédőművét, a kaputornyot. Két napon át tartott az ágyúzás, majd július 9-én a magas kaputorony beomlott és a vár arcéle rommá volt lőve. Ekkor Ali pasa Márton nagyoroszi papot küldte el Szondyhoz követségbe, hogy beszélje rá a vár föladására, de Szondy erre is tagadó választ adott és a fegyverszünetet arra használta fel, hogy két hadapródját, a hontmegyei Libárdyt és Sebestyént, valamint két kiválóbb török foglyot, drága skarlátba öltöztetve, elküldte Alihoz azzal az üzenettel, hogy a várat utolsó leheletéig megvédi és a török vezértől csak azt a kegyet kéri, hogy a két szabadon bocsátott fogoly életéért fogadja cserébe a két apródot és nevelje fel őket vitéz katonákká. A maga számára pedig azt kérte Alitól, hogy temettesse el tisztességgel. Mialatt Szondy követsége ezt az üzenetet vitte, maga a hős védő minden bútorát, ruháját és kincsét a vár piacán máglyára rakatta, paripáit leszúratta, török foglyait kivégeztette és bajtársait az utolsó rohamra készítette elő.
Szondy elutasító válaszára döntő csapással indult a vár ellen Ali basa. A védőőrség, Szondyval az élén, a beomlott kapu romjain várta a fölnyomuló, néhány száz főnyi török csapatot. A harc rövid volt, Szondy az első golyót a térdébe kapta, a másik azután kioltotta az életét; a kimerült és legnagyobbrészt sebesült magyar őrséget pedig a katonák egy szálig fölkoncolták.
A vár elesett, de Ali pasa hősként ünnepeltette a vár védőjének holttestét; katonái előtt magasztaló beszédet tartott fölötte, díszes sírba helyezte Szondy tetemét és föléje kopját tűzött le.
Drégely rommá lőtt sziklavárát a hódítók helyreállítva őrséggel látták el. 1593-ig török, majd a 17. század második feléig magyar használatban volt.

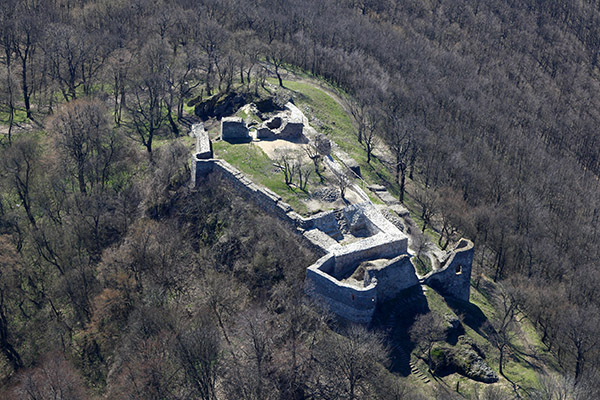
Drégely vára, légi fotó
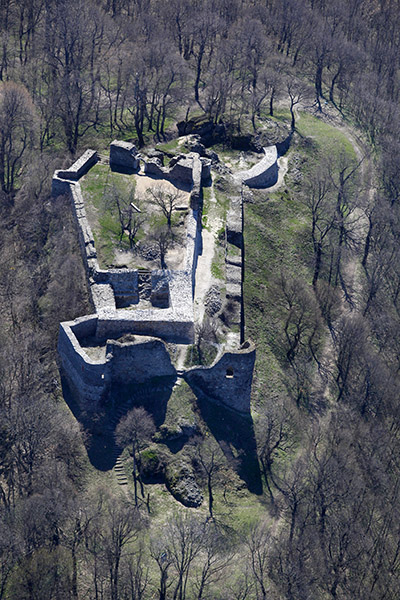
Drégelypalánk, a vár fényképe a levegőből
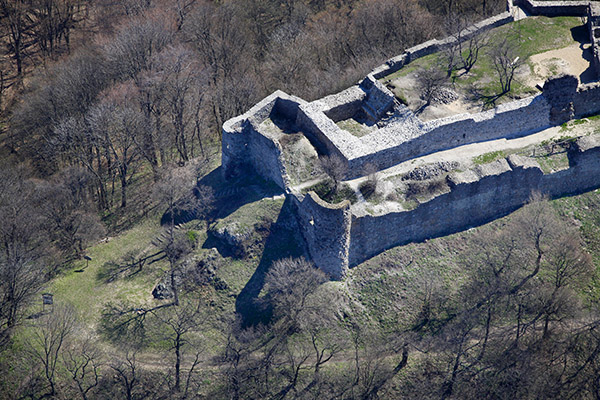
A drégelyi vár, légi felvétel
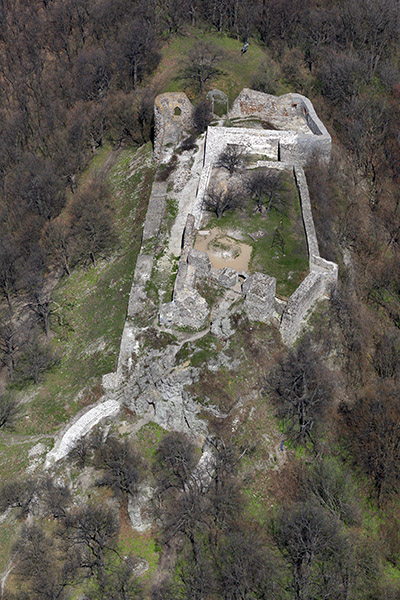
A vár romjai a magasból, Drégelypalánk

### A palánkvár története
1575-ben a nógrád-drégelyi bég, a szécsényi és esztergomi bégek segítségével, Drégely település temploma körül árkot ásatva, erős fapalánkot épített oda körülbelül kétezer lovas számára és ezentúl a kezdetben „Új-Drégely”-nek, később Palánknak nevezett erőd lett a hont-nógrádi törökök hadainak kiindulópontja.
A törökök új erőd helyőrsége, a nógrádi törökökkel együtt, már 1575 júliusában megtámadta Korponát és Bakabányát is, és közben megsarcolta a környéket.

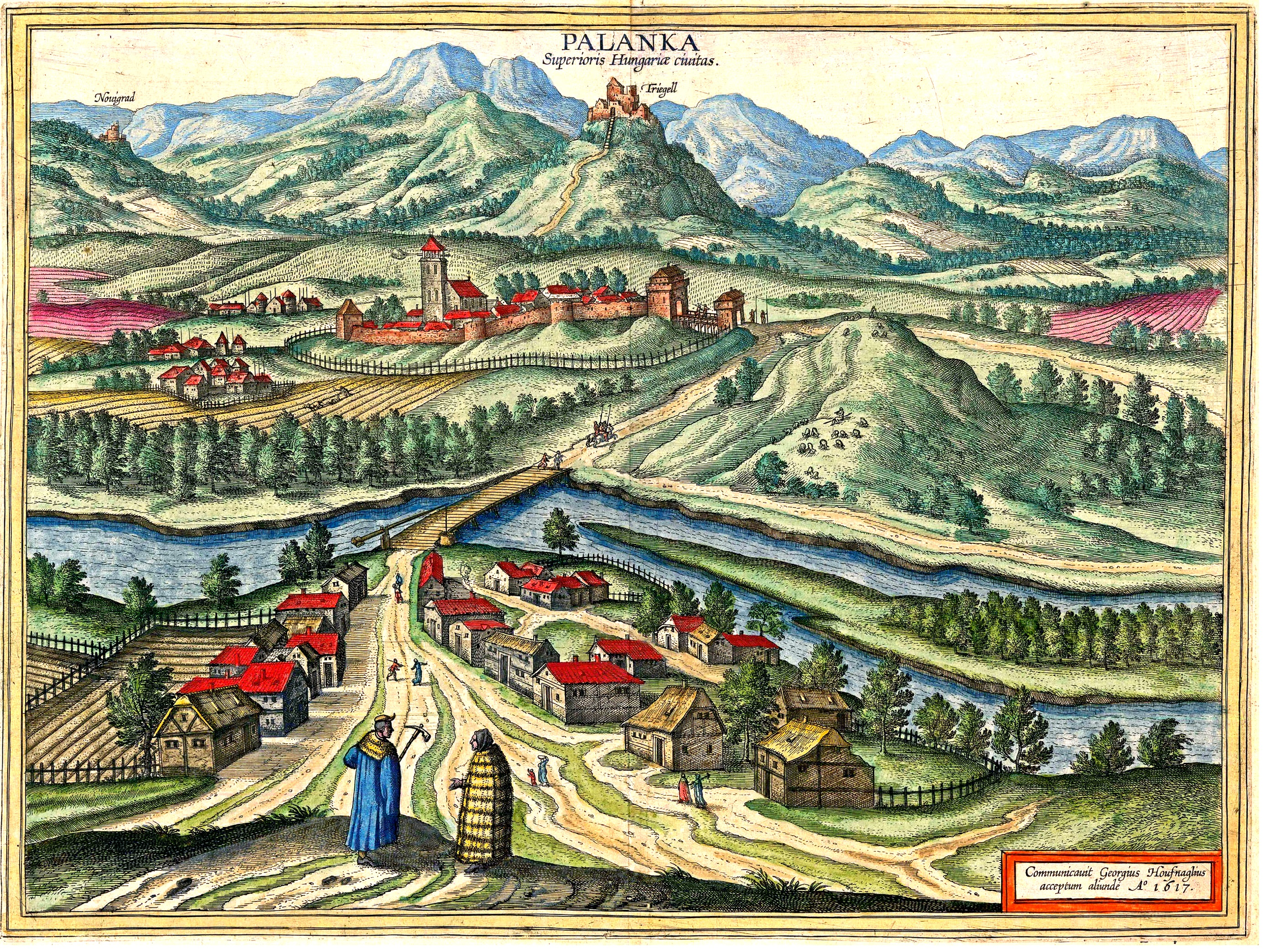
Joris Hoefnagel metszete Palánk váráról 1617-ből

Drégelyt és Palánkot a töröktől csak 1593. december 6-án tudta visszaszerezni Pálffy érsekújvári generális; Majthényi László zólyomi, báró Thanhausen Honorius véghlesi és Pogrányi korponai főkapitányok segítségével. Drégelyen ezután a vár védelmére Nagy Ferenc volt lévai vicegenerális maradt, de a török nem sokáig hagyta békén Drégelyt; már a következő hónapban Drégely és Palánk alatt volt négy zászlóaljnyi török; a magyar helyőrség azonban elűzte őket. Ez időtől egyre sűrűbben indított támadást a nógrádi bég Drégely ellen, de támadásai kudarccal végződtek. A drégelyi és a palánki vár őrsége azonban hamarosan zsold híján annyira megfogyatkozott, hogy 1595 decemberére már csak tíz ember maradt ott, azok is csak Palánkot védték; minek következtében az Ipoly menti községek rendre meghódoltak a töröknek. Drégely valószínű nem is kapott többé őrséget, később ugyan sürgették a vár kijavítását, de az nem történt meg.
Az 1596. évi mezőkeresztesi vereség után azonban annál jobban megerősítették Palánk őrségét, amely a következő években többször is kitüntette magát a harcokban.
Aztán az 1604. évi XVIII. törvénycikk elrendelte Drégely és Palánk megerősítését közmunka által, de Drégelyt nem erősítették meg, 1612 után pedig már a nevével sem foglalkozik a törvényhozás; csak Palánkot állították helyre 1615-ben.
1626-ban Bethlen Gábor újabb Habsburg-ellenes hadjárata során Drégelypalánkig jutott el, itt várta Murtéza pasa és Ernst von Mansfeld csapatait, akit Wallenstein üldözött. Wallenstein szembekerült az erdélyi sereggel, amelyet a fejedelem vezetett, aki azonban megrettent a szemben álló Wallensteintől, és átadta a sereg vezérletét Petneházy Istvánnak, aki inkább az elvonulást javasolta Bethlennek: így az erdélyi seregek az éj leple alatt elvonultak Drégely alól.
1663-ban a török sereg közeledtének hírére helyőrsége az ágyúkat elásta és a palánkvárat felgyújtva elvonult, az erősség többé nem épült fel.

## Közélete

### Polgármesterei
- 1990–1994: Dombai Gábor (KDNP)[6]
- 1994–1998: Dombai Gábor (KDNP)[7]
- 1998–2002: Dombai Gábor (Fidesz-MDF-KDNP-MDNP-MKDSZ)[8]
- 2002–2006: Dombai Gábor (Fidesz-MKDSZ-MDF)[9]
- 2006–2010: Dombai Gábor (Fidesz-KDNP)[10]
- 2010–2014: Dombai Gábor (Fidesz-KDNP)[11]
- 2014–2019: Dombai Gábor (Fidesz-KDNP)[12]
- 2019–2024: Rigó Dávid (Fidesz–KDNP)[13]
- 2024– : Rigó Dávid (Fidesz–KDNP)[1]

## Népesség
A település népességének változása:
| Lakosok száma | 1491 | 1509 | 1496 | 1423 | 1374 | 1378 | 1342 |
|               | 2013 | 2014 | 2015 | 2021 | 2022 | 2023 | 2024 |

2001-ben a település lakosságának 91%-a magyar, 9%-a roma nemzetiségűnek vallotta magát.
A 2011-es népszámlálás során a lakosok 85,9%-a magyarnak, 12,8% cigánynak, 0,5% németnek, 0,2% románnak, 0,7% szlováknak mondta magát (13,9% nem nyilatkozott; a kettős identitások miatt a végösszeg nagyobb lehet 100%-nál). A vallási megoszlás a következő volt: római katolikus 69,7%, református 2,2%, evangélikus 0,4%, görögkatolikus 0,2%, felekezeten kívüli 6,7% (18,8% nem nyilatkozott).
2022-ben a lakosság 90,1%-a vallotta magát magyarnak, 14,3% cigánynak, 1,7% szlováknak, 0,5% németnek, 0,1-0,1% ukránnak, szlovének, örménynek és románnak, 1,8% egyéb, nem hazai nemzetiségűnek (9,6% nem nyilatkozott; a kettős identitások miatt a végösszeg nagyobb lehet 100%-nál). Vallásuk szerint 50,6% volt római katolikus, 1,9% református, 0,8% evangélikus, 0,1% görög katolikus, 0,7% egyéb keresztény, 0,9% egyéb katolikus, 11,1% felekezeten kívüli (33,7% nem válaszolt).

## Látnivalók

### Drégely vára

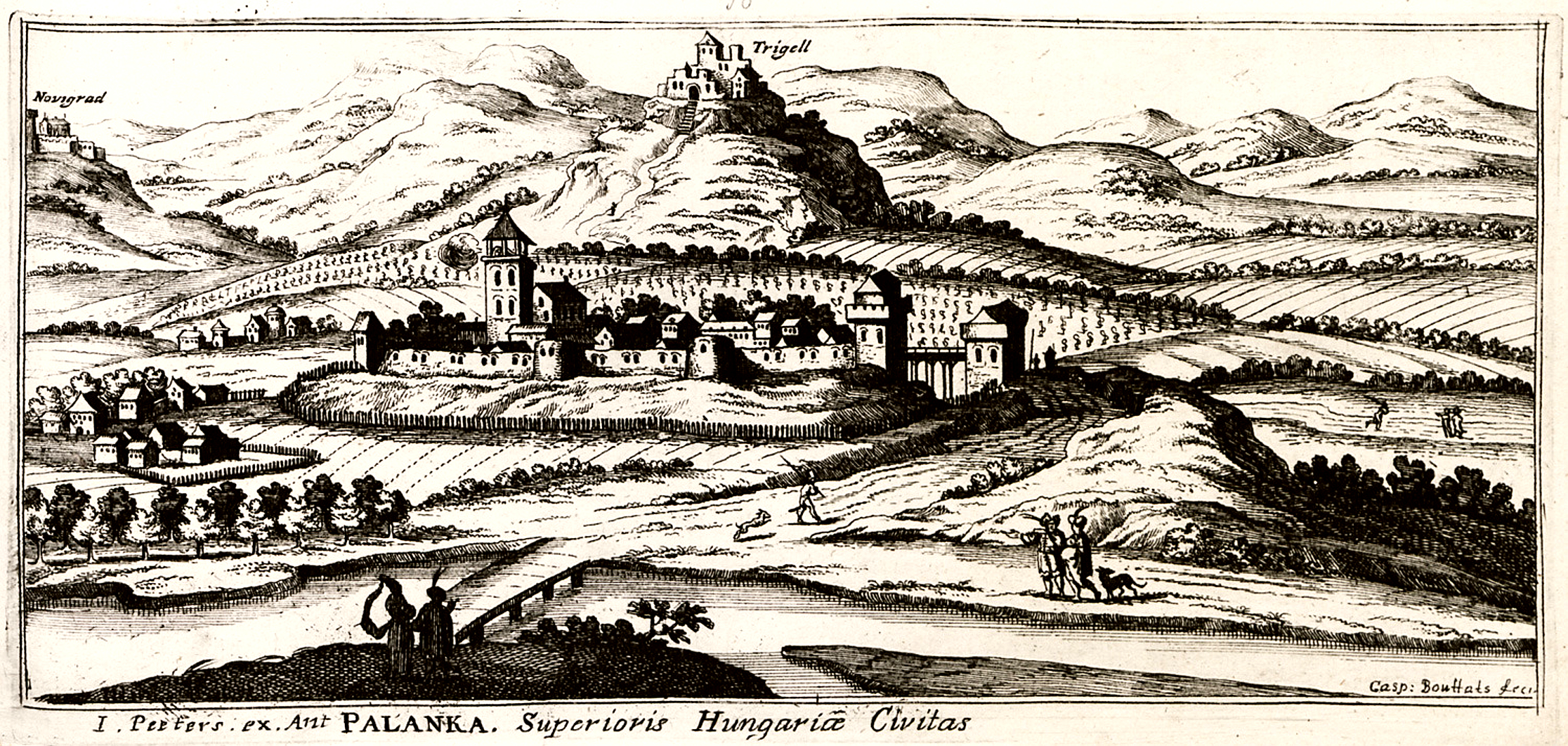
Drégelypalánk a Borovszky- Hont vármegye és Selmecbánya monográfiában – Drégely vára fent Palánk lent

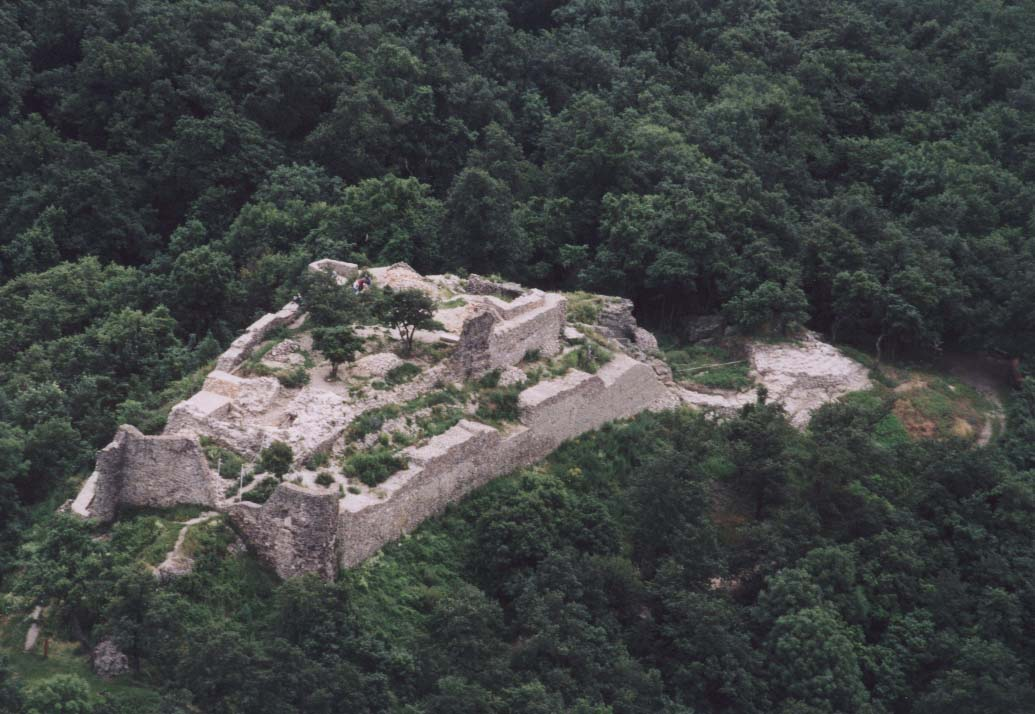
Drégely vára légi fotón

Várról elsőként 1308-ban történik említés, történelmi jelentősége a török betörések korában vette kezdetét. A mohácsi vész után ide menekült Várdai Pál esztergomi érsek, majd később a király állandó helyőrséget tartott itt. 1534-ben, amint az az érsek panaszából kitűnik, Szapolyai török, rác és magyar katonái Drégely mezővárosát felégették és a lakosok marháit elhajtották. Esztergom és Nógrád eleste után Várdai Pál a jobbágy származású Szondy Györgyöt nevezte ki a drégelyi uradalom intézőjévé és a vár parancsnokává. Az országgyűlés 1546-ban ugyan elrendelte a végvárak megerősítését, a munkálatok azonban elmaradtak. Falait 1549-ben egy villámcsapás megrongálta, amely felgyújtotta a puskaporos raktárt is, ezáltal a vár szerkezetében jelentős károkat szenvedett.
Amikor 1552-ben Ali budai pasa a hont vármegyei várak ellen vonult, Drégely vára igen rossz állapotban volt. Az itt állomásozó helyőrség összesen 80 katonából állt, melyhez járult még a király által felfogadott 40 zsoldos és Selmecbánya 26 katonája. A vár építésére és megerősítésére még 1552-ben sem történt megfelelő intézkedés. A legelhanyagoltabb állapotba pont akkor jutott, mikor már a török támadás közvetlenül fenyegetett. Szondy és tisztjei sürgették a vár kijavítását és kellő felszerelését, ám I. Ferdinánd ez irányú rendelkezéseinek alig kelt foganatja a kamara nehézkes ügyvitele miatt.
Drégely várának történelmi küldetését a kényszerűség rótta rá akkor, amikor 1552. július 6-án Ali pasa 12–14 000 főnyi hadseregével megérkezett a vár alá. A sereg két hadosztálya, kb. 8000 ember ott ütött tábort, a harmadik hadosztály Ipolyság és Balassagyarmat felől zárta körül a várat. Drégely 1544 óta végvár volt és a végvári vitézeknek innen kellett védeniük az Ipolyon túli gazdag bányavárosokat. Szondy György és emberei négy napon át példamutató vitézséggel, halálra elszánt bátorsággal védekezett a túlerővel szemben. Erről a négy napról költők, írók évszázadok után is feledhetetlenül szép sorokat írtak. Drégely emléke és példája egyike lett az önfeláldozó hazafiságnak és bátor helytállásnak.
Drégelynek rommá lőtt várát a hódítók nem használhatták többé, és nem is építették újjá, 1575-ben azonban a nógrád-drégelyi, esztergomi és szécsényi bégek Drégely község temploma körül árkot ástak, és erős palánkvárat építettek oda kb. kétezer lovas számára. Ez az eleinte Új-Drégelynek, később Palánknak nevezett erőd volt a környékbeli portyázások kiindulópontja.

### További látnivalók

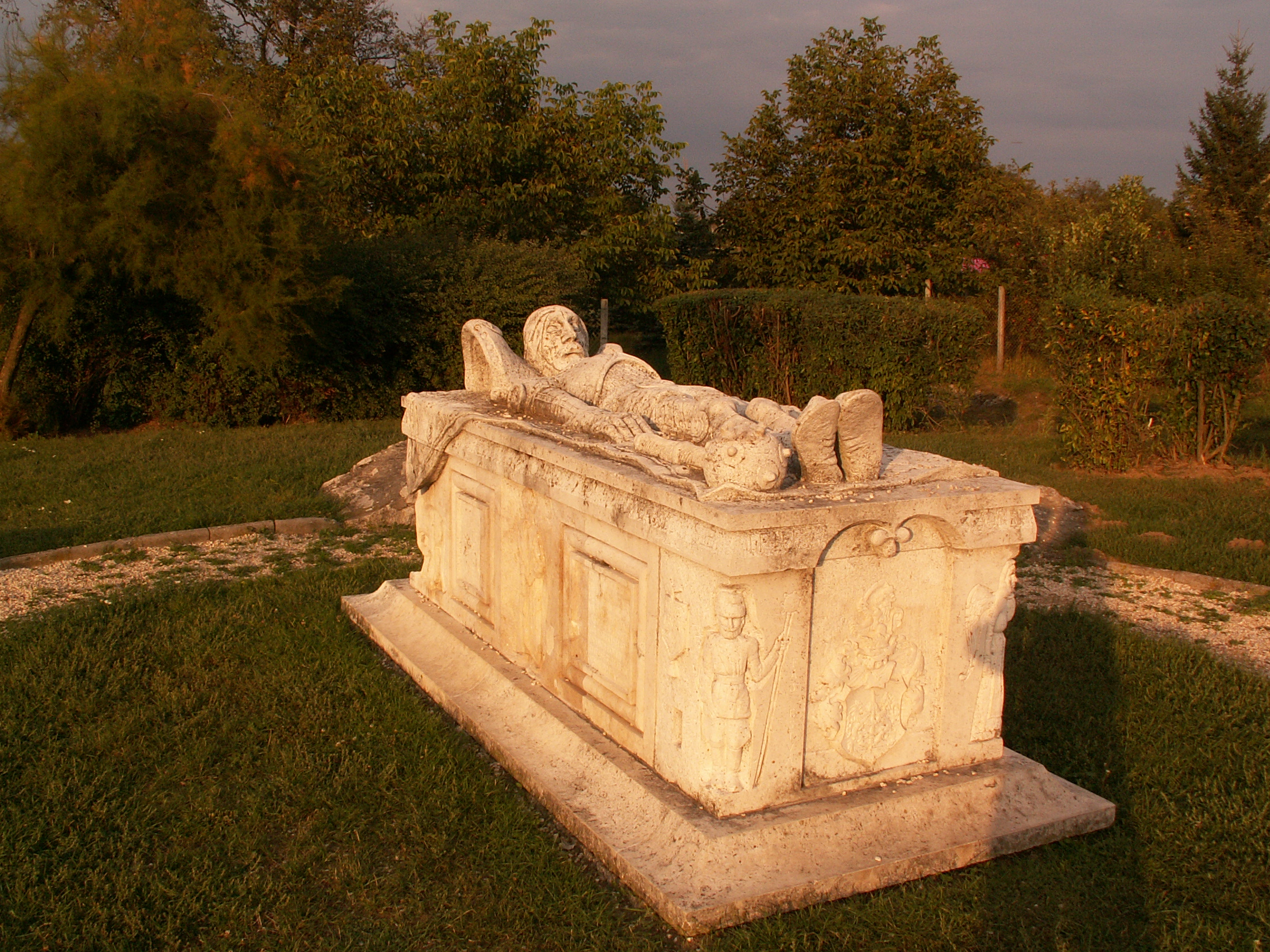
A Szondi-szarkofág

- Barokk templom: itt őrzik Árpád-házi Szent Erzsébet ereklyéjét.
- Szentháromság-szobor: az 1762-es pestisjárvány emlékére emelték.
- Szondi-park
- Szondi-szarkofág
- Szondi-emlékszoba
- Szondi Kiállítótér és Turisztikai Központ

Drégelypalánk tagja a Sugárkankalin Turisztikai Egyesületnek, melynek célja térség turizmusának fejlesztése, és természeti értékeinek bemutatása. A község a Palóc út egyik állomása is.

## Ismert személyek
- Itt élt hosszú ideig és itt is halt meg 1944-ben Farkas Géza hercegprímási uradalmi intéző, közgazdasági író, országgyűlési felsőházi tag.

## Érdekesség
Vas István írja meg, hogy Gadányi Jenőnek háza volt Drégelypalánkon, ahová nyaralni elhívta Kassák Lajost és feleségét, Vas pedig utánuk ment Nagy Etellel, első feleségével, és 1938 nyarán 12 napot töltöttek együtt a községben.

### Internetes források
- Drégelypalánk hivatalos honlapja
- Szondi Kiállítótér és Turisztikai Központ
- Drégely vára hivatalos honlapja
- Drégelyvár Alapítvány hivatalos honlapja

### Kötetek
- Matunák Mihály: Drégely és Palánk katonai szerepe a török alatt 1552–1593; Joerges Ny., Korpona, 1901 (A Hontvármegyei Múzeum-Társulat kiadványai)
- Matunák Mihály: Drégely, Szondy, Palánk. Helyreigazító és pótló adatok a Szondy-Albumhoz; Neumann Ny., Ipolyság, 1902 (A Hontmegyei Múzeum-Társulat kiadványai)
- Harc a Szűzanyáért Drégely-Hont-Tsitárban, 1976–1992. Dokumentáció; összeáll. Páter Krizosztom; s.n., s.l., 1992
- Balogh Zoltán: Drégelypalánk; szerk. Horváth István; Száz Magyar Falu Könyvesháza Kht., Bp., 2002 (Száz magyar falu könyvesháza)
- Csáky Károly: Drégelypalánk. Falu "az északi hegyek ölelésében"; KT, Komárno, 2004 (Tájak, korok, múzeumok kiskönyvtára)
- Az Ipolytól Drégelyvárig. Páskom-legelő, Dejtár. Apródok útja tanösvény, Drégelypalánk. A Duna és az Ipoly árterének növény- és állatvilága; szerk. Pantali Bence; Duna-Ipoly Nemzeti Park Igazgatósága, Bp., 2007 (Cincér-füzetek)
- Végh József: Szondi György és Drégely vára emlékezete; Gödöllői Innovációs Központ, Gödöllő, 2008
- Czellahó László: Élő történelem; magánkiadás, Drégelypalánk, 2008
- Csáky Károly: Pribéltől Garamsallóig. Alsószemeréd, Drégelypalánk, Garamsalló, Inám, Ipolyszakállos, Ipolyszalka, Lukanénye, Nagycsalomja, Pribél, Szalatnya, Zsély; KT, Komárom, 2009
- Czellahó László: Drégelypalánk község története; s.n., Drégelypalánk, 2011
- Koczó József: A helvét hitvallás Palócföldön. Fejezetek a Drégelypalánki Református Egyházmegye történetéből, 1617–1952; Ráday Gyűjtemény, Bp., 2017 (A Ráday Gyűjtemény tanulmányai)
- Pásztor Ildikó: Drégelypalánk, Árpád-házi Szent Erzsébet templom; TKM Egyesület, Bp., 2018 (Tájak, korok, múzeumok kiskönyvtára)